# 진천역
진천(보강병원)역(Jincheon(Sogang Hospital)Station, 辰泉(普康病院)驛)은 대구광역시 달서구 진천네거리에 있는 대구 도시철도 1호선의 전철역이다. 인근에 보강병원이 위치해 있다. 진천천 하저터널로 대곡역과 연결된다.

## 특징
월배차량사업소로 이어지는 인입선이 이 역의 남쪽에서 본선과 분기하며, 차량기지 입고를 위해 별도로 진천역에 종착하는 열차가 없기 때문에 월배차량사업소 입고 열차는 반드시 설화명곡역 종착 후 기지입고를 위해 행선판을 진천행으로 바꾸고 진천역까지 회송한 후 인입선을 통해 기지로 들어간다. 운전 취급 역으로, 건넘선이 설치되어 있다. 행정구역상 대구광역시 달서구 진천동 진천네거리에 있으며, 충청북도 진천군과는 관계가 없다.

## 역명의 유래
이 마을에 있던 샘인 미리샘에서 유래되어 진천동 이라고 하였다.

## 역사
- 1997년 11월 26일 : 대구 도시철도 1호선 개통과 함께 종착역으로 영업 개시
- 2002년 5월 10일 : 대곡역까지 연장 개통되면서 중간역 전환
- 2017년 2월 5일 : 스크린도어 설치

## 역 구조
2면 2선의 상대식 승강장이 있는 지하역이며, 승강장 벽면 색상은 하얀색이다. 스크린도어가 설치되어 있다.

### 승강장
| 대곡 ↑ |
| \| 상  |
| ↓ 월배 |

| 상행 | ● 대구 도시철도 1호선 | 대곡·화원·설화명곡 방면      |
| 하행 | ● 대구 도시철도 1호선 | 반월당·중앙로·안심·하양 방면 |

- 승강장 번호는 없다.
- 대합실을 통해, 반대편 승강장으로 이동이 가능하다.

## 역 주변
| 나가는 곳 | 방면 |
| --------- | --- |
| 1         | 진천역AK그랑폴리스아파트 진천트윈팰리스아파트 월배계룡리슈빌아파트 월배차량사업소 베이트리웨딩 월배아이파크 국민은행 진천역지점 IM뱅크 진천지점 맥도날드 대구진천점(DT점) 대천동 유천동 지오팜 글로리아웨딩타워(무료환승주차장) |
| 2         | 진천동 행정복지센터 진천초등학교 진천공영환승주차장 진천우체국 세광그린맨션 진천현대2차아파트 미즈맘여성병원 월배어린이집 진천동우체국 유천치안센터                                                                             |
| 3         | 진천동 월배지구대 진천청구타운 성광타운 월송아파트 진천하나로맨션 대곡주공아파트 보강병원 신한은행 월배점 진천역 대성스카이렉스 아이꿈터 아동병원 하나은행 진천동지점                                                           |
| 4         | 진천동행정복지센터 이마트 월배점 농협 월배농협 본점, 새마을금고 월배농협 본점 진천역 대우 이안아파트 대구신용보증재단 월배태영데시앙 이안월배아파트 아이꿈터 아동병원 스타벅스 대구진천역점                                     |

## 승차량 변동
2003년 대구 지하철 화재 참사로 승객이 3천여명까지 줄었으나, 최근 들어 아파트 단지가 늘어나 꾸준히 승차량이 다시금 증가하고 있다. 또한 2022년 3월부터 새로 개통한 KTX 정차역인 서대구역에 급행8번 시내버스 노선이 운행하게 되면서 유천네거리를 거쳐 대곡역에서 회차하던 급행8번 노선이 이 역과 상인네거리를 지나 서대구역으로 운행하는 것으로 노선이 바뀌었고, 지선 격으로 새로 개통된 급행8-1번 노선 역시 대곡역이 아닌 이 역 앞에서 회차를 하게 되면서, 유가읍 및 구지면 방면의 환승 수요를 대곡역에서 대거 빼앗아오게 되면서 이용객이 크게 증가하였다.
| 노선  | 승차 인원 | 승차 인원 | 승차 인원 | 승차 인원 | 승차 인원 | 승차 인원 | 승차 인원 | 승차 인원 | 승차 인원 | 승차 인원 | 주석  |
| 노선  | 1997년    | 1998년    | 1999년    | 2000년    | 2001년    | 2002년    | 2003년    | 2004년    | 2005년    | 2006년    | 주석  |
| ----- | --------- | --------- | --------- | --------- | --------- | --------- | --------- | --------- | --------- | --------- | ----- |
| 1호선 | 6,753     | 5,895     | 6,058     | 미공개    | 6,692     | 5,627     | 3,046     | 4,151     | 4,010     | 4,425     | [ 1 ] |
| 노선  | 2007년    | 2008년    | 2009년    | 2010년    | 2011년    | 2012년    | 2013년    | 2014년    | 2015년    | 2016년    |       |
| 1호선 | 4,264     | 4,330     | 4,444     | 4,625     | 5,070     | 5,506     | 6,035     | 6,305     | 6,639     | 6,875     | [ 1 ] |
| 노선  | 2017년    | 2018년    | 2019년    | 2020년    |           |           |           |           |           |           |       |
| 1호선 | 7,102     | 7,143     | 7,339     |           |           |           |           |           |           |           |       |

## 인접한 역
| 대구 도시철도 1호선    | 대구 도시철도 1호선   | 대구 도시철도 1호선 |
| ---------------------- | --------------------- | ------------------- |
| 117 대곡 설화명곡 방면 | ● 대구 도시철도 1호선 | 119 월배 하양 방면  |